# CompuServe
CompuServe (CompuServe Information Service, Inc., cunoscut de asemenea prin inițialismul său CIS sau mai târziu CSi) a fost primul mare furnizor comercial de servicii on-line din Statele Unite ale Americii. A fost creată în 1969.